# Aventură de-o noapte (film)
Aventură de-o noapte (engleză Last Night) este o coproducție franco-americană. Filmul este produs în anul 2010 sub regia lui Massy Tadjedin, iar în rolurile principale joacă actorii Keira Knightley și Eva Mendes.

## Acțiune
Joanna și Michael Reed sunt de trei ani căsătoriți, după întâlnire cu prietenii are loc între ei o scenă de gelozie. Michael pleacă la o prezentare în străinătate unde are o aventură cu Laura o colegă de serviciu, pe când Joanna se întâlnește și petrece noaptea cu un fost prieten. Filmul se termină ca de obicei filmele americane cu un happy end. 
În film  apar câteva scene erotice, caracterul lui emotiv este reușit mulțumită celor două staruri, Keira Knightley: Joanna Reed și Eva Mendes: Laura.

## Distribuție
- Keira Knightley: Joanna Reed
- Sam Worthington: Michael Reed
- Eva Mendes: Laura
- Guillaume Canet: Alex Mann
- Stephanie Romanov: Sandra
- Chriselle Almeida: Chris
- Scott Adsit: Stuart
- Anson Mount: Andy